# پیلخوا
پیلخوا (به انگلیسی: Pilkhuwa) یک منطقهٔ مسکونی در هند است که در اوتار پرادش واقع شده‌است. پیلخوا ۸۳٬۷۳۶ نفر جمعیت دارد.